# Kazimierz Pluta-Czachowski
Józef Kazimierz Pluta-Czachowski, ps. „Gołdyn”, „Kuczaba”, „Paprzyca”, konspiracyjne nazwiska „Kazimierz Borkowski”, „Władysław Rusinek” (ur. 11 lutego 1898 w Kozłowie, zm. 5 sierpnia 1979 w Warszawie) – pułkownik dyplomowany piechoty Wojska Polskiego.

## Życiorys

### Młodość i I wojna światowa
Urodził się 11 lutego 1898 w Kozłowie. Syn Wincentego Pluty i Tekli z domu Gacek. W 1905 wziął udział w strajku szkolnym. Ukończył naukę w szkole podstawowej w Miechowie, a od 1909 kształcił się w Szkole Handlowej w Kielcach. Tam od 1910 działał w tajnym skautingu. Był członkiem Organizacji Młodzieży Niepodległościowej „Zarzewie” (od 1912) i Polskich Drużyn Strzeleckich (od 1914).
Od sierpnia 1914 służył w I Brygadzie Legionów Polskich jako podoficer. Od lutego 1917 kształcił się na kursie oficerskim w Zambrowie. Po kryzysie przysięgowym z lipca tego roku został internowany w obozie w Szczypiornie. Stamtąd został zwolniony w grudniu 1917. W tym też roku został zastępcą komendanta Obwodu Miechów Polskiej Organizacji Wojskowej, następnie został komendantem Obwodu Słomniki oraz dowódcą lotnych oddziałów bojowych w Podokręgu Miechów. W tym czasie działał pod pseudonimem „Gołdyn”. Od młodości używał drugiego nazwiska Czachowski oraz imienia Kazimierz.

### Służba wojskowa w II RP
W 1918 wstąpił do Wojska Polskiego. Współorganizował 25 pułk piechoty w Piotrkowie, gdzie w kolejnych latach był dowódcą plutonu i kompanii oraz referentem oświatowym. W czerwcu 1919 krótkotrwale w 149 pp. W 1921 brał udział w III powstaniu śląskim (doprowadził grupę ochotników i był oficerem łącznikowym).
W latach 1921-1922 ukończył naukę Szkole Podchorążych Piechoty. Następnie przydzielony do Przysposobienia Wojskowego. Ukończył pierwszy kurs instruktorski pw w Centralnej Wojskowej Szkole Gimnastyki i Sportów w Poznaniu, po czym został instruktorem pw w Powiatowej Komendzie Uzupełnień Piotrków. Potem został referentem oddziału wyszkolenia w sztabie Dowództwa Okręgu Korpusu Nr IV w Łodzi. 
W 1924 eksternistycznie zdał egzamin dojrzałości w gimnazjum w Łodzi. W latach 1926–1928 był słuchaczem Kursu Normalnego Wyższej Szkoły Wojennej w Warszawie. Z dniem 31 października 1928, po ukończeniu kursu i uzyskaniu dyplomu naukowego oficera Sztabu Generalnego, otrzymał przydział służbowy do 7 Dywizji Piechoty na stanowisko oficera sztabu. Po ukończeniu WSW poświęcił się pracy na rzecz PW w skali całego kraju. W 1929 został komendantem Okręgu Nr IV Łódzkiego Związku Strzeleckiego i oficerem do prac Przysposobienia Wojskowego w dyspozycji dowódcy Okręgu Korpusu Nr IV w Łodzi. W 1932 włączony do grona honorowych (dożywotnich) członków rady naczelnej ZS. Był oficerem Związku Strzeleckiego w stopniu inspektora.
Jesienią 1932 roku został przeniesiony do Państwowego Urzędu Wychowania Fizycznego i Przysposobienia Wojskowego w Warszawie na stanowisko szefa sztabu Komendy Głównej Związku Strzeleckiego. Latem 1934 roku został przeniesiony do 85 pułku piechoty w Nowej Wilejce na stanowisko dowódcy batalionu. W 1936 został szefem Oddziału Wyszkolenia w Dowództwie Korpusu Ochrony Pogranicza w Warszawie. Od tego czasu zgłębiał tajniki działań wywiadowczych i dywersyjno-bojowych na tyłach nieprzyjaciela.

### II wojna światowa
W trakcie kampanii wrześniowej był szefem sztabu 18 Dywizji Piechoty wchodzącej w skład Samodzielnej Grupy Operacyjnej „Narew”. Po tym jak przebił się przez oblężenie Andrzejewa będąc rannym zdołał jeszcze przez kilka dni dowodzić grupą żołnierzy.
Po klęsce wrześniowej postanowił przedostać się do Armii Polskiej formowanej we Francji, jednak w Krakowie natknął się na mjr. Kazimierza Kierzkowskiego (znanego z ZS), który wciągnął go do pracy konspiracyjnej w tworzonej wówczas Organizacji Orła Białego. Wówczas używał pseudonimu z czasów POW tj. „Gołdyn”
W 1940 przeszedł do Związku Walki Zbrojnej przymując pseudonim „Paprzyca”. Stanął na czele kierownictwa walki czynnej w sztabie komendy obszaru Kraków-Śląsk ZWZ i był zastępcą komendanta obszaru Tadeusza Komorowskiego. Po przeniesieniu do Warszawy od połowy 1941 został szefem Oddziału V-O (dowodzenie i łączność) w sztabie komendy ZWZ-AK i zastępcą szefa sztabu Komendy Głównej ZWZ-AK do spraw technicznych. W tym okresie działał pod pseudonimem „Kuczaba”. Jako szef Oddziału V-O odegrał kluczową rolę w tworzeniu i rozbudowywaniu łączności technicznej oraz odbioru zrzutów ludzi, sprzętu, poczty i pieniędzy.
Wziął udział w powstaniu warszawskim. Dowodził ewakuacją KG AK z Woli na Stare Miasto. 4 września 1944 został ciężko ranny podczas bombardowania gmachu PKO przy ul. Jasnej. Do końca powstania leczył się w szpitalu przy ul. Lwowskiej. Opuścił stolicę wraz z ludnością cywilną z zamiarem kontynuowania działalności konspiracyjnej. Dostał się do obozu przejściowego w Pruszkowie, następnie do obozu w Braunschweig na terenie Rzeszy. Później skierowany został na roboty przymusowe do Wendeffen, niedaleko Wolfenbüttel. W grudniu 1944 został zwolniony ze względu na zły stan zdrowia. Wrócił do kraju, gdzie szybko nawiązał kontakt z Komendą Główną AK w Częstochowie.

### Życie i działalność w PRL
W styczniu 1945 został aresztowany przez NKWD w okolicach Częstochowy. Do grudnia 1945 był internowany w Kazachstanie. Po powrocie do Warszawy prowadził wspólnie z płk. Janem Mazurkiewiczem i płk. Janem Gorazdowskim „Bazar Krajowy” przy ul. Nowogrodzkiej. 13 stycznia 1949 został aresztowany przez funkcjonariuszy MBP. Wyrokiem Wojskowego Sądu Rejonowego w Warszawie z 7 grudnia 1953 otrzymał karę 15 lat pozbawienia wolności. Od kwietnia 1954 był osadzony w Centralnym Więzieniu Karnym w Rawiczu, skąd w listopadzie 1955 został warunkowo zwolniony.
W 1956 został prawnie zrehabilitowany. Nie podjął już pracy zawodowej ze względu na pogarszający się stan zdrowia. Od 1967 przebywał na rencie dla zasłużonych. W latach 70. był kierownikiem Komisji Historycznej 18 Dywizji Piechoty, która m.in. wnioskowała o pośmiertne przyznanie orderu Złotego Krzyża Virtuti Militari dla swego byłego dowódcy, Stefana Kosseckiego. W 1977 zaangażował się w działalność Ruchu Obrony Praw Człowieka i Obywatela. We wrześniu tego samego roku był uczestnikiem I Spotkania Ogólnopolskiego ROPCiO. 

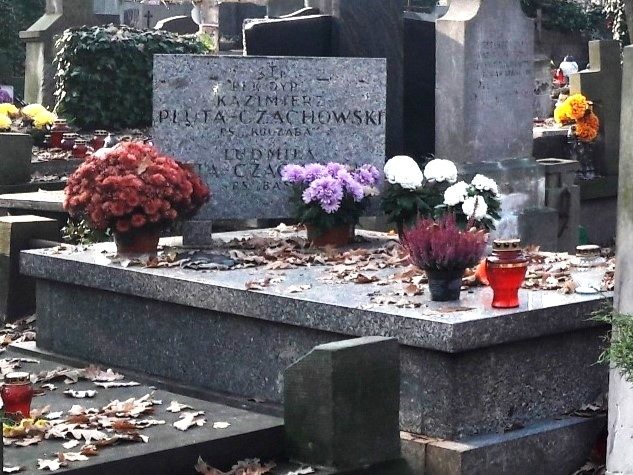
Grób płk dypl. Kazimierza Pluty-Czachowskiego

Zmarł w Warszawie 5 sierpnia 1979 roku, pochowany na Cmentarzu Wojskowym na Powązkach w Warszawie (kwatera B20-3-3).
Na podstawie Decyzji Nr 47/MON z dnia 23 maja 2023 roku jego imię nadano 10 Wrocławskiemu Pułkowi Dowodzenia.

## Upamiętnienie
Na podstawie relacji Kazimierza Pluty-Czachowskiego w 1987 wydano książkę pt. Organizacja Orła Białego. Zarys genezy, organizacji i działalności.
Tablica pamiątkowa honorująca płk. dypl. Kazimierza Plutę-Czachowskiego została ustanowiona w kościele św. Jacka w Warszawie.

## Awanse
- kapitan – 1 grudnia 1924 ze starszeństwem z dniem 15 sierpnia 1924 i 36 lokatą;
- major – 17 grudnia 1931 ze starszeństwem z dniem 1 stycznia 1932 i 25 lokatą[20]
- podpułkownik – ze starszeństwem z dniem 19 marca 1939 roku i 55. lokatą w korpusie oficerów piechoty[21]
- pułkownik – rozkazem z 24/25 marca 1943 ze starszeństwem z dniem 20 marca 1943[3][22]

## Ordery i odznaczenia
- Krzyż Złoty Orderu Wojennego Virtuti Militari
- Krzyż Srebrny Orderu Wojennego Virtuti Militari nr 12511[23]
- Krzyż Niepodległości (12 marca 1931)[24]
- Krzyż Kawalerski Orderu Odrodzenia Polski (10 listopada 1933)[25]
- Krzyż Walecznych (siedmiokrotnie[3], po raz pierwszy w 1921)[26]
- Złoty Krzyż Zasługi (18 lutego 1939)[27]
- Srebrny Krzyż Zasługi (17 marca 1930)[28]
- Odznaka za Rany i Kontuzje
- Order Krzyża Orła III klasy (1935, Estonia)[29]
- Krzyż Zasługi Obrońców (1936, Łotwa)[30]